# Каца (комуна)
Каца (рум. Cața) — комуна у повіті Брашов в Румунії. До складу комуни входять такі села (дані про населення за 2002 рік):
- Іонешть (174 особи)
- Бея (378 осіб)
- Дреушень (543 особи)
- Каца (1179 осіб) — адміністративний центр комуни
- Палош (296 осіб)

Комуна розташована на відстані 194 км на північ від Бухареста, 54 км на північний захід від Брашова, 149 км на південний схід від Клуж-Напоки.

## Населення
За даними перепису населення 2002 року у комуні проживали 2570 осіб.
Національний склад населення комуни:
| Національність   | Кількість осіб | Відсоток |
| ---------------- | -------------- | -------- |
| румуни           | 1079           | 42,0%    |
| угорці           | 888            | 34,6%    |
| цигани           | 577            | 22,5%    |
| німці            | 20             | 0,8%     |
| росіяни-липовани | 3              | 0,1%     |
| чанго            | 3              | 0,1%     |

Рідною мовою назвали:
| Мова       | Кількість осіб | Відсоток |
| ---------- | -------------- | -------- |
| румунська  | 1497           | 58,2%    |
| угорська   | 1052           | 40,9%    |
| німецька   | 15             | 0,6%     |
| циганська  | 3              | 0,1%     |
| українська | 2              | 0,1%     |
| російська  | 1              | < 0,1%   |

Склад населення комуни за віросповіданням:
| Релігія                                       | Кількість осіб | Відсоток |
| --------------------------------------------- | -------------- | -------- |
| православні                                   | 1549           | 60,3%    |
| унітарії                                      | 503            | 19,6%    |
| римо-католики                                 | 353            | 13,7%    |
| реформати                                     | 67             | 2,6%     |
| п'ятдесятники                                 | 34             | 1,3%     |
| лютерани (Синодально-пресвітеріанська церква) | 18             | 0,7%     |
| бретрени                                      | 9              | 0,4%     |
| баптисти                                      | 7              | 0,3%     |
| греко-католики                                | 3              | 0,1%     |
| лютерани (Аугсбурзького сповідання)           | 2              | 0,1%     |
| лютерани                                      | 1              | < 0,1%   |
| юдеї                                          | 1              | < 0,1%   |
| не релігійні                                  | 1              | < 0,1%   |